# Eidgenössisches Sängerfest 1873
Das 15. Eidgenössische Sängerfest fand vom 5. bis 7. Juli 1873 in Luzern statt. Insgesamt nahmen 3600 Sänger in 82 Vereinen teil.
Als Festpräsident fungierte Alt-Ständerat Abraham Stocker, Präsident des Preisgerichts war der Berner Chorpionier Johann Rudolf Weber und Festdirektor der Gesamtaufführung war der Luzerner Generalmusikdirektor Gustav Arnold.

## Rangliste
- 1. Preis: Basler Liedertafel und Männerchor Zürich (ex aequo: gleichrangig)
- 3. Preis: nicht verliehen